# Diecéze Abitinæ
Diecéze Abitinæ je titulární diecéze římskokatolické církve, založená roku 1933 a pojmenovaná podle starověkého města Abitinæ v dnešním Tunisku. Toto město se nacházelo v provincii Proconsolare. Diecéze byla sufragannou arcidiecéze Cartagine.

## Titulární biskupové
| hodnost              | jméno                   | úřad                                                 | od                | do                 |
| -------------------- | ----------------------- | ---------------------------------------------------- | ----------------- | ------------------ |
| titulární biskup     | Gerard Bertrand, M.Afr. | apoštolský vikář Navrongo (Ghana)                    | 10. června 1948   | 18. dubna 1950     |
| titulární biskup     | Thomas Fernando         | biskup koadjutor Tuticorinu (Indie)                  | 25. června 1950   | 26. června 1953    |
| titulární biskup     | Francisco Juan Vénnera  | pomocný biskup Rosario (Argentina)                   | 22. května 1956   | 21. září 1959      |
| titulární biskup     | Wincenty Urban          | pomocný biskup Wrocławy a Hnězdna (Polsko)           | 21. října 1959    | 13. prosince 1983  |
| titulární arcibiskup | Eduardo Picher Peña     | vikář a ordinář Peru (Peru)                          | 14. června 1984   | 30. listopadu 2002 |
| titulární biskup     | Brian Farrell, L.C.     | sekretář Papežské rady pro jednotu křesťanů (Itálie) | 19. prosince 2002 | současnost         |